# Хамфри III де Богун
Хамфри (Хэмфри) III де Богун (Боэн) (англ. Humphrey III de Bohun; ум. ок. 1180/1182) — лорд Троубридж и Лорд Верховный констебль Англии с 1176, сын барона Хамфри II де Богуна и Маргариты Херефордской (ум. 1187), дочери Миля Глостерского, графа Херефорда.

## Биография
Хамфри был сделан отцом лордом Троубриджа. Хроника Лэнтони называет его графом Херефорда и лордом-констеблем Англии, однако документального подтверждение того, что он носил титул графа Херефорда, нет, графом Херефорда стал в 1199/1200 году его сын. Должность же лорда-констебля Англии он унаследовал от семьи матери, возможно около 1172 года.
Хамфри служил Генриху Молодому Королю, сыну короля Генриха II, который восстал против отца.
Хамфри женился на Маргарите Хантингтонской, вдове герцога Бретани Конана IV Малого и сестре короля Шотландии Вильгельма I Льва.
Умер Хамфри в 1180/1182 году, оставив наследником несовершеннолетнего сына Генри.

## Брак и дети
Жена: Маргарита Хантингдонская (ок. 1143/1144—1201), принцесса Шотландская, дочь принца Генриха Шотландского, графа Хантингдона и Нортумбрии, и Ады де Варенн, вдова герцога Бретани Конана IV Малого. Дети:
- Генри (до 1177 — 1 июня 1220), наследственный лорд-констебль Англии с ок. 1180, 1-й граф Херефорд с 1200, шериф Кента
- (?) Маргарет (ум. ок. 1188/1195); муж: Педро Манрике де Лара (ум. январь 1202), виконт Нарбонны